# سيدار روك (كارولاينا الشمالية)
سيدار روك (بالإنجليزية: Cedar Rock, North Carolina)‏ هي قرية تقع في الولايات المتحدة في مقاطعة كالدويل، كارولاينا الشمالية. يقدر عدد سكانها بـ 300 نسمة ومساحتها 2.9 كم2 وترتفع عن سطح البحر 361 متر.

## التركيبة السكانية
حدّد مكتب تعداد الولايات المتحدة بيانات التركيبة السكانية لسيدار روك في تعداد الولايات المتحدة. في ما يلي، التركيبة السكانية حسب تعدادي 2000 و2010.

### تعداد عام 2000
بلغ عدد سكان سيدار روك 315 نسمة بحسب تعداد عام 2000، وبلغ عدد الأسر 123 أسرة وعدد العائلات 111 عائلة مقيمة في القرية. في حين سجلت الكثافة السكانية 104 نسمة لكل كيلومتر مربع (269.4/ميل2). وبلغ عدد الوحدات السكنية 126 وحدة بمتوسط كثافة قدره 41.6 لكل كيلومتر مربع (107.7/ميل2).
وتوزع التركيب العرقي للقرية بنسبة 98.41% من البيض و0.32% من الأمريكيين ذوي الأصول الآسيوية و1.27% من الأعراق الأخرى و0.32% من الهسبانيون أو اللاتينيون من أي عرق.
بلغ عدد الأسر 123 أسرة كانت نسبة 28.5% منها لديها أطفال تحت سن الثامنة عشر تعيش معهم، وبلغت نسبة الأزواج القاطنين مع بعضهم البعض 87% من أصل المجموع الكلي للأسر، ونسبة 2.4% من الأسر كان لديها معيلات من الإناث دون وجود شريك،  بينما كانت نسبة 0.8% من الأسر لديها معيلون من الذكور دون وجود شريكة وكانت نسبة 9.8% من غير العائلات. تألفت نسبة 9.8% من أصل جميع الأسر من عدة أفراد يعيشون في نفس المنزل ونسبة 6.5% كانت تتألف من شخص يعيش بمفرده يبلغ من العمر 65 عاماً أو أكثر. وبلغ متوسط حجم الأسرة المعيشية 2.56، أما متوسط حجم العائلات فبلغ 2.73.
بلغ العمر الوسطي للسكان 49.9 عاماً. وكانت نسبة 19.4% من القاطنين تحت سن الثامنة عشر، وكانت نسبة 4.1% بين الثامنة عشر والرابعة والعشرين عاماً، ونسبة 15.9% كانت واقعةً في الفئة العمرية ما بين الخامسة والعشرين والرابعة والأربعين عاماً، ونسبة 41% كانت ما بين الخامسة والأربعين والرابعة والستين، ونسبة 19.7% كانت ضمن فئة الخامسة والستين عاماً فما فوق. يوجد لكل 100 أنثى 100.6 ذكر، ويوجد لكل 100 أنثى في الثامنة عشر من عمرها فما فوق 92.4 ذكر.
بلغ متوسط دخل الأسرة في القرية 116,686 دولارًا، أما متوسط دخل العائلة فبلغ 128,975 دولارًا. وكان متوسط دخل الذكور 90,950 دولارًا مقابل 40,625 دولارًا للإناث. وسجل دخل الفرد الخاص بالقرية 66,022 دولارًا. وكانت نسبة 0% من العائلات ونسبة 0.7% من السكان تحت خط الفقر، وكان من هؤلاء نسبة 0% تحت سن الثامنة عشر ونسبة 0% في الخامسة والستين من العمر وما فوق.

### تعداد عام 2010
بلغ عدد سكان سيدار روك 300 نسمة بحسب تعداد عام 2010، وبلغ عدد الأسر 133 أسرة وعدد العائلات 111 عائلة مقيمة في القرية. في حين سجلت الكثافة السكانية 99 نسمة لكل كيلومتر مربع (256.4/ميل2). وبلغ عدد الوحدات السكنية 137 وحدة بمتوسط كثافة قدره 45.2 لكل كيلومتر مربع (117.1/ميل2).
وتوزع التركيب العرقي للقرية بنسبة 99.67% من البيض و0.33% من الأعراق الأخرى و1.67% من الهسبانيون أو اللاتينيون من أي عرق.
بلغ عدد الأسر 133 أسرة كانت نسبة 19.5% منها لديها أطفال تحت سن الثامنة عشر تعيش معهم، وبلغت نسبة الأزواج القاطنين مع بعضهم البعض 77.4% من أصل المجموع الكلي للأسر، ونسبة 1.5% من الأسر كان لديها معيلات من الإناث دون وجود شريك،  بينما كانت نسبة 4.5% من الأسر لديها معيلون من الذكور دون وجود شريكة وكانت نسبة 16.5% من غير العائلات. تألفت نسبة 15.8% من أصل جميع الأسر من عدة أفراد يعيشون في نفس المنزل ونسبة 6.8% كانت تتألف من شخص يعيش بمفرده يبلغ من العمر 65 عاماً أو أكثر. وبلغ متوسط حجم الأسرة المعيشية 2.26، أما متوسط حجم العائلات فبلغ 2.48.
بلغ العمر الوسطي للسكان 57.8 عاماً. وكانت نسبة 13% من القاطنين تحت سن الثامنة عشر، وكانت نسبة 5% بين الثامنة عشر والرابعة والعشرين عاماً، ونسبة 14% كانت واقعةً في الفئة العمرية ما بين الخامسة والعشرين والرابعة والأربعين عاماً، ونسبة 37% كانت ما بين الخامسة والأربعين والرابعة والستين، ونسبة 31% كانت ضمن فئة الخامسة والستين عاماً فما فوق. وتوزع التركيب الجنسي للسكان بنسبة 53.3% ذكور و46.7% إناث.